# Glenarden (Maryland)
Glenarden es una ciudad ubicada en el condado de Prince George en el estado estadounidense de Maryland. En el año 2010 tenía una población de 6000 habitantes y una densidad poblacional de 1.764,71 personas por km².

## Geografía
Glenarden se encuentra ubicado en las coordenadas 38°55′55″N 76°51′42″O / 38.93194, -76.86167.

## Demografía
Según la Oficina del Censo en 2000 los ingresos medios por hogar en la localidad eran de $44.583 y los ingresos medios por familia eran $45.932. Los hombres tenían unos ingresos medios de $37.961 frente a los $32.953 para las mujeres. La renta per cápita para la localidad era de $18.578. Alrededor del 15,6% de la población estaba por debajo del umbral de pobreza.